# كاسبر لورنتزين
كاسبر لورنتزين (بالدنماركية: Kasper Lorentzen)‏ (19 نوفمبر 1985 في الدنمارك - ) هو لاعب كرة قدم دانمركي في مركز الوسط. شارك مع منتخب الدنمارك تحت 21 سنة لكرة القدم ومنتخب الدنمارك لكرة القدم. أما مع النوادي، فقد لعب مع نادي بروندبي ونادي راندرس ونادي نوردشيلاند.

## مسيرته الكروية
لعب كاسبر لورنتزين خلال مسيرته الاحترافية مع 3 أندية في 13 موسمًا وسجل خلالها 27 هدفًا ضمن 206 مباراة. حيث فاز في موسمين بالكأس وموسمين بالدوري.
خاض كاسبر لورنتزين مسيرته مع نادي بروندبي في موسم 2003–04 ليلعب معه ستة مواسم، مشاركًا في 89 مباراة سجل خلالها 11 هدفًا. ثم انتقل إلى نادي راندرس في موسم 2009–10 واستمر معه طيلة ثلاثة مواسم، حيث شارك في 70 مباراة سجل خلالها 5 أهداف. لينتقل بعدها إلى نادي نوردشيلاند في موسم 2011–12 ليلعب معه أربعة مواسم، مشاركًا في 47 مباراة سجل خلالها 11 هدفًا.

## وصلات خارجية
- كاسبر لورنتزين على موقع الاتحاد الأوربي (الإنجليزية)
- كاسبر لورنتزين على موقع قاعدة بيانات كرة القدم.إي يو (الإنجليزية)
- كاسبر لورنتزين على موقع ناشيونال فوتبول تيمز (الإنجليزية)
- كاسبر لورنتزين على موقع Soccerway.com (الإنجليزية)
- كاسبر لورنتزين على موقع عالم كرة القدم.نت (الإنجليزية)
- كاسبر لورنتزين على موقع AS.com (الإسبانية)